# Comuna Supivka, Bar
Supivka (în ucraineană Супівка) este o comună în raionul Bar, regiunea Vinnița, Ucraina, formată din satele Barok, Supivka (reședința) și Hubacivka.

## Demografie
Componența lingvistică a satului Supivka
     Ucraineană (98,43%)
     Română (1,22%)
     Alte limbi (0,35%)
Conform recensământului din 2001, majoritatea populației satului Supivka era vorbitoare de ucraineană (98,43%), existând în minoritate și vorbitori de română (1,22%).